# DFB-Pokal 2019/20
Der DFB-Pokal 2019/20 war die 77. Austragung des Fußballpokalwettbewerbs der Männer. Das Finale sollte am 23. Mai 2020 stattfinden und, wie seit 1985 üblich, im Berliner Olympiastadion ausgetragen werden. Am 24. April wurde es aufgrund der COVID-19-Pandemie verschoben und fand stattdessen am 4. Juli statt. Der FC Bayern München besiegte Bayer Leverkusen mit 4:2, gewann seinen 20. DFB-Pokal-Titel und wiederholte damit seinen Vorjahreserfolg.
Weil Bayern München bereits über die Bundesliga für die UEFA Champions League qualifiziert war, rückte der Sechste der Bundesliga-Abschlusstabelle, die TSG 1899 Hoffenheim, vom Europa-League-Qualifikationsplatz in die Gruppenphase, und der Siebte, der VfL Wolfsburg, erhielt als zusätzlicher Teilnehmer den freien Platz in der Qualifikation.
Weiterhin galt während des Wettbewerbs, dass keine zwei Mannschaften eines Vereins oder einer Kapitalgesellschaft an den Spielen um den DFB-Vereinspokal teilnehmen durften.

## Teilnehmende Mannschaften
| Aachen |

| Aue |

| Augsburg |

| Baunatal |

| Berlin 7 (3 Vereine) |

| Bielefeld |

| Bochum |

| Bremen 4 (2 Vereine) |

| Chemnitz |

| Cottbus |

| Darmstadt |

| Dassendorf |

| Delmenhorst |

| Dortmund |

| Dresden |

| Drochtersen |

| Düsseldorf |

| Duisburg |

| Eichstätt |

| Frankfurt |

| Freiburg |

| Fürth |

| Gelsen- kirchen 1 |

| Halberstadt |

| Halle |

| Hamburg 3 (2 Vereine) |

| Hannover |

| Heidenheim |

| Ingolstadt |

| Kaisers- lautern |

| Karlsruhe |

| Kiel |

| Köln |

| Krefeld 6 |

| Leipzig |

| Leverkusen |

| Lübeck |

| Magdeburg |

| Mainz |

| Mannheim |

| Mönchen- gladbach |

| München |

| Nordhausen |

| Nürnberg |

| Osnabrück |

| Paderborn |

| Regensburg |

| Rödinghausen |

| Rostock |

| Saarbrücken |

| Salmtal 5 |

| Sandhausen |

| Sinsheim 2 |

| Stuttgart |

| Ulm |

| Verl |

| Villingen- Schwenningen |

| Wiesbaden |

| Wolfsburg |

| Würzburg |

Für die erste Runde waren folgende 64 Mannschaften sportlich qualifiziert:
| Bundesliga die 18 Vereine der Saison 2018/19 | 2. Bundesliga die 18 Vereine der Saison 2018/19 | 3. Liga die 4 Bestplatzierten der Saison 2018/19 |
| FC Bayern München (TV) Borussia Dortmund RB Leipzig Bayer 04 Leverkusen Borussia Mönchengladbach VfL Wolfsburg Eintracht Frankfurt Werder Bremen TSG 1899 Hoffenheim Fortuna Düsseldorf Hertha BSC 1. FSV Mainz 05 SC Freiburg FC Schalke 04 FC Augsburg VfB Stuttgart (II) Hannover 96 (II) 1. FC Nürnberg (II) | 1. FC Köln (I) SC Paderborn 07 (I) 1. FC Union Berlin (I) Hamburger SV 1. FC Heidenheim Holstein Kiel Arminia Bielefeld SSV Jahn Regensburg FC St. Pauli SV Darmstadt 98 VfL Bochum Dynamo Dresden SpVgg Greuther Fürth FC Erzgebirge Aue SV Sandhausen FC Ingolstadt 04 (III) 1. FC Magdeburg (III) MSV Duisburg (III) | VfL Osnabrück (II) Karlsruher SC (II) SV Wehen Wiesbaden (II) Hallescher FC |
| Vertreter der Landesverbände 24 Vertreter der 21 Landesverbände des DFB, in der Regel die Landespokalsieger der Saison 2018/19 1 | | |
| - Baden 2 SV Waldhof Mannheim (III) - Bayern 1 Würzburger Kickers (III) VfB Eichstätt (IV) - Berlin FC Viktoria 1889 Berlin (IV) - Brandenburg Energie Cottbus (IV) - Bremen FC Oberneuland (V) - Hamburg TuS Dassendorf (V) - Hessen 3 KSV Baunatal (V)                                                         | - Mecklenburg-Vorpommern Hansa Rostock (III) - Mittelrhein Alemannia Aachen (IV) - Niederrhein KFC Uerdingen 05 (III) - Niedersachsen 1 SV Drochtersen/Assel (IV) SV Atlas Delmenhorst (V) - Rheinland FSV Salmrohr (VI) - Saarland 1. FC Saarbrücken (IV) - Sachsen Chemnitzer FC (III)                                | - Sachsen-Anhalt 4 VfB Germania Halberstadt (IV) - Schleswig-Holstein VfB Lübeck (IV) - Südbaden FC 08 Villingen (V) - Südwest 1. FC Kaiserslautern (III) - Thüringen Wacker Nordhausen (IV) - Westfalen 1 SV Rödinghausen (IV) SC Verl (IV) - Württemberg SSV Ulm 1846 (IV) |
| Ligaebene in Klammern: I = Bundesliga • II = 2. Bundesliga • III = 3. Liga • IV = Regionalliga • V = Oberliga • VI = Verbandsliga | | |

## Termine
Die Spielrunden sollten ursprünglich an folgenden Terminen ausgetragen werden:
- 1. Hauptrunde: 9. bis 12. August 2019 (Auslosung am 15. Juni 2019)
- 2. Hauptrunde: 29./30. Oktober 2019 (Auslosung am 18. August 2019)
- Achtelfinale: 4./5. Februar 2020 (Auslosung am 3. November 2019)
- Viertelfinale: 3./4. März 2020 (Auslosung am 9. Februar 2020)
- Halbfinale: 21./22. April 2020 (Auslosung am 8. März 2020)
- Finale in Berlin: 23. Mai 2020

Aufgrund der COVID-19-Pandemie mussten die Halbfinalspiele (ohne Zuschauer) und das Finale verschoben werden. Im Finale waren Delegationen beider Finalisten (je 125 Zuschauer) erlaubt.

## 1. Hauptrunde
Die Partien der 1. Hauptrunde wurden am 15. Juni 2019 im Deutschen Fußballmuseum ausgelost. Die ARD-Sportschau übertrug die Auslosung. Als Losfee fungierte die ehemalige deutsche Fußballnationalspielerin Nia Künzer; DFB-Vizepräsident Peter Frymuth übernahm die Rolle des Ziehungsleiters.
| Datum                   |                               | Ergebnis                         |                              |
| ----------------------- | ----------------------------- | -------------------------------- | ---------------------------- |
| 09.08.2019, 20:45 Uhr   | KFC Uerdingen 05 (III)        | 10:2 (0:0) 1                     | Borussia Dortmund (I)        |
| 09.08.2019, 20:45 Uhr   | FC Ingolstadt 04 (III)        | 0:1 (0:0)                        | 1. FC Nürnberg (II)          |
| 09.08.2019, 21:30 Uhr 2 | SV Sandhausen (II)            | 0:1 (0:1)                        | Borussia Mönchengladbach (I) |
| 10.08.2019, 15:30 Uhr   | 1. FC Kaiserslautern (III)    | 2:0 (0:0)                        | 1. FSV Mainz 05 (I)          |
| 10.08.2019, 15:30 Uhr   | Alemannia Aachen (IV)         | 1:4 (0:2)                        | Bayer 04 Leverkusen (I)      |
| 10.08.2019, 15:30 Uhr   | TuS Dassendorf (V)            | 10:3 (0:1) 3                     | Dynamo Dresden (II)          |
| 10.08.2019, 15:30 Uhr   | FC 08 Villingen (V)           | 1:3 n. V. (1:1, 1:0)             | Fortuna Düsseldorf (I)       |
| 10.08.2019, 15:30 Uhr   | SV Drochtersen/Assel (IV)     | 0:5 (0:1)                        | FC Schalke 04 (I)            |
| 10.08.2019, 15:30 Uhr   | SC Verl (IV)                  | 2:1 (2:0)                        | FC Augsburg (I)              |
| 10.08.2019, 15:30 Uhr   | FC Viktoria 1889 Berlin (IV)  | 0:1 (0:1)                        | Arminia Bielefeld (II)       |
| 10.08.2019, 15:30 Uhr   | Wacker Nordhausen (IV)        | 1:4 (1:1)                        | FC Erzgebirge Aue (II)       |
| 10.08.2019, 15:30 Uhr   | 1. FC Magdeburg (III)         | 0:1 n. V.                        | SC Freiburg (I)              |
| 10.08.2019, 18:30 Uhr   | Würzburger Kickers (III)      | 3:3 n. V. (2:2, 0:1) (4:5 i. E.) | TSG 1899 Hoffenheim (I)      |
| 10.08.2019, 18:30 Uhr   | KSV Baunatal (V)              | 2:3 (2:1)                        | VfL Bochum (II)              |
| 10.08.2019, 18:30 Uhr   | SSV Ulm 1846 (IV)             | 0:2 (0:1)                        | 1. FC Heidenheim (II)        |
| 10.08.2019, 20:45 Uhr   | SV Atlas Delmenhorst (V)      | 21:6 (1:4) 4                     | Werder Bremen (I)            |
| 11.08.2019, 15:30 Uhr   | FSV Salmrohr (VI)             | 0:6 (0:1)                        | Holstein Kiel (II)           |
| 11.08.2019, 15:30 Uhr   | VfB Germania Halberstadt (IV) | 0:6 (0:1)                        | 1. FC Union Berlin (I)       |
| 11.08.2019, 15:30 Uhr   | SV Rödinghausen (IV)          | 3:3 n. V. (3:3, 0:2) (2:4 i. E.) | SC Paderborn 07 (I)          |
| 11.08.2019, 15:30 Uhr   | SV Waldhof Mannheim (III)     | 3:5 (2:2)                        | Eintracht Frankfurt (I)      |
| 11.08.2019, 15:30 Uhr   | FC Oberneuland (V)            | 1:6 (0:3)                        | SV Darmstadt 98 (II)         |
| 11.08.2019, 15:30 Uhr   | 1. FC Saarbrücken (IV)        | 53:2 (0:0) 5                     | SSV Jahn Regensburg (II)     |
| 11.08.2019, 15:30 Uhr   | VfB Lübeck (IV)               | 3:3 n. V. (2:2, 1:0) (3:4 i. E.) | FC St. Pauli (II)            |
| 11.08.2019, 15:30 Uhr   | VfB Eichstätt (IV)            | 61:5 (0:3) 6                     | Hertha BSC (I)               |
| 11.08.2019, 15:30 Uhr   | VfL Osnabrück (II)            | 2:3 (1:3)                        | RB Leipzig (I)               |
| 11.08.2019, 18:30 Uhr   | Chemnitzer FC (III)           | 2:2 n. V. (2:2, 0:0) (5:6 i. E.) | Hamburger SV (II)            |
| 11.08.2019, 18:30 Uhr   | MSV Duisburg (III)            | 2:0 (2:0)                        | SpVgg Greuther Fürth (II)    |
| 11.08.2019, 18:30 Uhr   | SV Wehen Wiesbaden (II)       | 3:3 n. V. (2:2, 0:2) (2:3 i. E.) | 1. FC Köln (I)               |
| 12.08.2019, 18:30 Uhr   | Hallescher FC (III)           | 3:5 n. V. (3:3, 1:1)             | VfL Wolfsburg (I)            |
| 12.08.2019, 18:30 Uhr   | Karlsruher SC (II)            | 2:0 (0:0)                        | Hannover 96 (II)             |
| 12.08.2019, 18:30 Uhr   | Hansa Rostock (III)           | 0:1 (0:1)                        | VfB Stuttgart (II)           |
| 12.08.2019, 20:45 Uhr   | Energie Cottbus (IV)          | 1:3 (0:1)                        | FC Bayern München (I)        |

## 2. Hauptrunde
Die Auslosung der Partien wurde am 18. August 2019 von der ARD-Sportschau aus dem Deutschen Fußballmuseum übertragen. „Losfee“ war der ehemalige Nationalspieler Christoph Metzelder; U-21-Nationaltrainer Stefan Kuntz war Ziehungsleiter. Am 23. August 2019 wurden die endgültigen Termine bekanntgegeben.
| Datum                 |                            | Ergebnis                         |                              |
| --------------------- | -------------------------- | -------------------------------- | ---------------------------- |
| 29.10.2019, 18:30 Uhr | Hamburger SV (II)          | 1:2 n. V. (1:1, 1:1)             | VfB Stuttgart (II)           |
| 29.10.2019, 18:30 Uhr | 1. FC Saarbrücken (IV)     | 13:2 (0:0) 1                     | 1. FC Köln (I)               |
| 29.10.2019, 18:30 Uhr | SC Freiburg (I)            | 1:3 (1:1)                        | 1. FC Union Berlin (I)       |
| 29.10.2019, 18:30 Uhr | MSV Duisburg (III)         | 0:2 (0:0)                        | TSG 1899 Hoffenheim (I)      |
| 29.10.2019, 20:00 Uhr | VfL Bochum (II)            | 1:2 (1:0)                        | FC Bayern München (I)        |
| 29.10.2019, 20:45 Uhr | Arminia Bielefeld (II)     | 2:3 (0:3)                        | FC Schalke 04 (I)            |
| 29.10.2019, 20:45 Uhr | SV Darmstadt 98 (II)       | 0:1 (0:0)                        | Karlsruher SC (II)           |
| 29.10.2019, 20:45 Uhr | Bayer 04 Leverkusen (I)    | 1:0 (1:0)                        | SC Paderborn 07 (I)          |
| 30.10.2019, 18:30 Uhr | VfL Wolfsburg (I)          | 1:6 (0:1)                        | RB Leipzig (I)               |
| 30.10.2019, 18:30 Uhr | Werder Bremen (I)          | 4:1 (4:1)                        | 1. FC Heidenheim (II)        |
| 30.10.2019, 18:30 Uhr | SC Verl (IV)               | 1:1 n. V. (1:1, 1:1) (8:7 i. E.) | Holstein Kiel (II)           |
| 30.10.2019, 18:30 Uhr | 1. FC Kaiserslautern (III) | 2:2 n. V. (2:2, 1:1) (6:5 i. E.) | 1. FC Nürnberg (II)          |
| 30.10.2019, 20:45 Uhr | FC St. Pauli (II)          | 1:2 (1:2)                        | Eintracht Frankfurt (I)      |
| 30.10.2019, 20:45 Uhr | Hertha BSC (I)             | 3:3 n. V. (2:2, 0:1) (5:4 i. E.) | Dynamo Dresden (II)          |
| 30.10.2019, 20:45 Uhr | Fortuna Düsseldorf (I)     | 2:1 (1:1)                        | FC Erzgebirge Aue (II)       |
| 30.10.2019, 20:45 Uhr | Borussia Dortmund (I)      | 2:1 (0:0)                        | Borussia Mönchengladbach (I) |

## Achtelfinale
Am 3. November 2019 fand um 18 Uhr die Auslosung des Achtelfinales im Deutschen Fußballmuseum in Dortmund statt. Dabei ersetzte die Fußball-Nationalspielerin Turid Knaak den erkrankten ehemaligen Skirennläufer Felix Neureuther als „Losfee“; der DFB-Torwarttrainer Andreas Köpke war Ziehungsleiter. Alle Lose wurden anders als in den vorherigen Runden aus einem Topf gezogen.
Anders als in den vergangenen beiden Spielzeiten, bei denen der Videobeweis im DFB-Pokal erst ab dem Viertelfinale eingesetzt wurde, kam er nun schon im Achtelfinale zum Einsatz.
| Datum                 |                            | Ergebnis                 |                         |
| --------------------- | -------------------------- | ------------------------ | ----------------------- |
| 04.02.2020, 18:30 Uhr | 1. FC Kaiserslautern (III) | 2:5 (2:1)                | Fortuna Düsseldorf (I)  |
| 04.02.2020, 18:30 Uhr | Eintracht Frankfurt (I)    | 3:1 (1:0)                | RB Leipzig (I)          |
| 04.02.2020, 20:45 Uhr | FC Schalke 04 (I)          | 3:2 n. V. (2:2, 0:2)     | Hertha BSC (I)          |
| 04.02.2020, 20:45 Uhr | Werder Bremen (I)          | 3:2 (2:0)                | Borussia Dortmund (I)   |
| 05.02.2020, 18:30 Uhr | Bayer 04 Leverkusen (I)    | 2:1 (0:0)                | VfB Stuttgart (II)      |
| 05.02.2020, 18:30 Uhr | SC Verl (IV)               | 0:1 (0:0)                | 1. FC Union Berlin (I)  |
| 05.02.2020, 20:45 Uhr | 1. FC Saarbrücken (IV)     | 10:0 n. V. 1 (5:3 i. E.) | Karlsruher SC (II)      |
| 05.02.2020, 20:45 Uhr | FC Bayern München (I)      | 4:3 (3:1)                | TSG 1899 Hoffenheim (I) |

## Viertelfinale
Die Auslosung des Viertelfinales fand am 9. Februar 2020 im Deutschen Fußballmuseum in Dortmund statt. Als „Losfee“ fungierte der ehemalige Nationalspieler Cacau, Ziehungsleiter war der Generalsekretär des DFB, Friedrich Curtius.
| Datum                 |                         | Ergebnis                            |                        |
| --------------------- | ----------------------- | ----------------------------------- | ---------------------- |
| 03.03.2020, 18:30 Uhr | 1. FC Saarbrücken (IV)  | 11:1 n. V. (1:1, 1:0) 1 (7:6 i. E.) | Fortuna Düsseldorf (I) |
| 03.03.2020, 20:45 Uhr | FC Schalke 04 (I)       | 0:1 (0:1)                           | FC Bayern München (I)  |
| 04.03.2020, 18:30 Uhr | Bayer 04 Leverkusen (I) | 3:1 (0:1)                           | 1. FC Union Berlin (I) |
| 04.03.2020, 20:45 Uhr | Eintracht Frankfurt (I) | 2:0 (1:0)                           | Werder Bremen (I)      |

## Halbfinale
Erstmals in der Geschichte des DFB-Pokals zog mit dem 1. FC Saarbrücken ein Viertligist ins Halbfinale ein.
Die Auslosung der Halbfinalbegegnungen erfolgte am Sonntag, dem 8. März 2020. Die Loskugeln wurden von der Nationaltorhüterin Almuth Schult gezogen. Als Ziehungsleiter fungierte DFB-Vizepräsident Peter Frymuth.
Die Spiele sollten am 21. und am 22. April 2020 ausgetragen werden, wurden jedoch wegen der COVID-19-Pandemie verschoben. Gemäß einem Beschluss des DFB vom 11. Mai 2020 wurden die Begegnungen ohne Zuschauer am 9. und 10. Juni ausgetragen.
| Datum                 |                        | Ergebnis     |                         |
| --------------------- | ---------------------- | ------------ | ----------------------- |
| 09.06.2020, 20:45 Uhr | 1. FC Saarbrücken (IV) | 10:3 (0:2) 1 | Bayer 04 Leverkusen (I) |
| 10.06.2020, 20:45 Uhr | FC Bayern München (I)  | 2:1 (1:0)    | Eintracht Frankfurt (I) |

## Finale
Das Finale war für den 23. Mai 2020 im Berliner Olympiastadion geplant, wurde aber wegen der COVID-19-Pandemie auf den 4. Juli verschoben. Zuschauer waren, bis auf Delegationen beider Finalisten (je 125 Personen), nicht gestattet.
| Paarung                   | Bayer 04 Leverkusen – FC Bayern München |
| Ergebnis                  | 2:4 (0:2) |
| Datum                     | 4. Juli 2020 um 20:00 Uhr |
| Stadion                   | Olympiastadion, Berlin |
| Zuschauer                 | keine (aufgrund der Corona-Pandemie) |
| Schiedsrichter            | Tobias Welz (Wiesbaden) |
| Schiedsrichterassistenten | Rafael Foltyn, Martin Thomsen |
| Vierter Offizieller       | Patrick Ittrich |
| Tore                      | 0:1 David Alaba (16.) 0:2 Serge Gnabry (24.) 0:3 Robert Lewandowski (59.) 1:3 Sven Bender (64.) 1:4 Robert Lewandowski (89.) 2:4 Kai Havertz (90.+5', Handelfmeter) |
| Bayer 04 Leverkusen       | Lukáš Hrádecký – Lars Bender (82. Mitchell Weiser), Edmond Tapsoba, Sven Bender, Wendell – Charles Aránguiz, Julian Baumgartlinger (46. Kerem Demirbay), Moussa Diaby, Nadiem Amiri (46. Kevin Volland), Leon Bailey (76. Karim Bellarabi) – Kai Havertz Cheftrainer: Peter Bosz ( Niederlande) |
| FC Bayern München         | Manuel Neuer – Benjamin Pavard, Jérôme Boateng (69. Lucas Hernández), David Alaba, Alphonso Davies – Joshua Kimmich, Leon Goretzka, Serge Gnabry (87. Philippe Coutinho), Thomas Müller (87. Thiago), Kingsley Coman (65. Ivan Perišić) – Robert Lewandowski Cheftrainer: Hansi Flick           |
| Gelbe Karten              | Wendell (28.) – Lewandowski (67.) |

## Siegermannschaft des FC Bayern München
| 1. | FC Bayern München |
|    | - Tor: Manuel Neuer (6/–) - Abwehr: Benjamin Pavard (6/–); David Alaba (5/1); Alphonso Davies (5/–); Jérôme Boateng (4/–); Lucas Hernández (3/–); Niklas Süle (1/–); Álvaro Odriozola (1/–) - Mittelfeld: Thomas Müller (6/2); Joshua Kimmich (6/1); Leon Goretzka (5/1); Thiago (5/–); Kingsley Coman (4/1); Philippe Coutinho (4/–); Corentin Tolisso (4/-); Ivan Perišić (3/1); Michaël Cuisance (1/–); Javi Martínez (1/–) - Angriff: Robert Lewandowski (5/6); Serge Gnabry (5/2); Joshua Zirkzee (2/–) - Trainer: Niko Kovač (1. Runde bis 2. Runde); Hansi Flick (Achtelfinale bis Finale) |

* Renato Sanches (1/–) verließ den Verein während der Saison.

## Fernsehübertragungen
Auch in der Saison 2019/20 wurden alle Spiele des DFB-Pokals live vom Pay-TV-Sender Sky Deutschland übertragen. Frei empfangbar waren zusätzlich neun Partien des Wettbewerbs im ersten Programm der ARD (erste und zweite Runde jeweils ein Spiel, Achtelfinale und Viertelfinale jeweils zwei Spiele, beide Halbfinale und das Finale), sowie vier Partien auf Sport1 (jeweils ein Spiel der ersten Runde bis zum Viertelfinale) zu sehen.
Die Auslosungen wurden grundsätzlich am Sonntag nach der jeweiligen Pokalrunde ab 18 Uhr im Deutschen Fußballmuseum vor Publikum durchgeführt und live in der ARD-Sportschau übertragen. Hiervon abweichend wurde die erste Runde am 15. Juni 2019 ausgelost.

## Prämien aus den Fernseh- und Vermarktungserlösen
Der Anteil an den Vermarktungserlösen je Teilnehmer beträgt für die erste Runde 175.500 Euro. Klubs, die in die zweite Runde einziehen, können mit Einnahmen in Höhe von 351.000 Euro planen. Für das Erreichen des Achtelfinales werden 702.000 Euro ausgezahlt. Die Viertelfinalisten erhalten 1.404.000 Euro, die Halbfinalisten 2.808.000 Euro. Das Finale wird gesondert abgerechnet.
Die Landesverbände hatten die Möglichkeit, mit allen Teilnehmern der Landespokalwettbewerbe 2018/2019 eine Zusatzvereinbarung abzuschließen. Diese Vereinbarung sieht vor, dass ein angemessener Anteil der auf die Vertreter des Landesverbandes entfallenden Entgelte für die Teilnahme an der ersten Runde des DFB-Pokals für die Teilnehmer in den jeweiligen Landespokalwettbewerben vorzusehen ist. Die konkrete Verteilung ist Angelegenheit der Landesverbände. Während der Hallesche FC, der den Einzug über die Liga geschafft hat, sowie die Zweitliga-Absteiger 1. FC Magdeburg, MSV Duisburg und FC Ingolstadt 04 genau 175.500 Euro erhalten haben, müssen sich KFC Uerdingen 05, 1. FC Kaiserslautern, Würzburger Kickers, SV Waldhof Mannheim, Chemnitzer FC und Hansa Rostock als Landespokal-Sieger zunächst mit 130.500 Euro zufriedengeben. Die restlichen 45.000 Euro werden jeweils unter allen teilnehmenden Mannschaften im Landespokal aufgeteilt. Ab der zweiten Runde erhalten alle Klubs die gleichen Prämien.
| Erreichte Runde                 | Prämie pro Mannschaft           | Prämie pro Mannschaft               | Insgesamt ausgeschüttet | Insgesamt ausgeschüttet |
| Erreichte Runde                 | Runde                           | aufsummiert                         | Runde                   | aufsummiert             |
| ------------------------------- | ------------------------------- | ----------------------------------- | ----------------------- | ----------------------- |
| 1. Hauptrunde (64 Mannschaften) | 175.500 € (Amateure: 130.500 €) | 175.500 € (Amateure: 130.500 €)     | 11.232.000 €            | 11.232.000 €            |
| 2. Hauptrunde (32 Mannschaften) | 351.000 €                       | 526.500 € (Amateure: 481.500 €)     | 11.232.000 €            | 22.464.000 €            |
| Achtelfinale (16 Mannschaften)  | 702.000 €                       | 1.228.500 € (Amateure: 1.183.000 €) | 11.232.000 €            | 33.696.000 €            |
| Viertelfinale (8 Mannschaften)  | 1.404.000 €                     | 2.632.500 € (Amateure: 2.587.500 €) | 11.232.000 €            | 44.928.000 €            |
| Halbfinale (4 Mannschaften)     | 2.808.000 €                     | 5.440.500 € (Amateure: 5.395.500 €) | 11.232.000 €            | 56.160.000 €            |

## Beste Torschützen
Nachfolgend aufgelistet sind die besten Torschützen der DFB-Pokal-Saison 2019/20. Sortiert wird nach Anzahl der Treffer, bei gleicher Trefferzahl alphabetisch.
| Rang | Spieler            | Verein              | Tore |
| ---- | ------------------ | ------------------- | ---- |
| 1    | Robert Lewandowski | FC Bayern München   | 6    |
| 2    | Rouwen Hennings    | Fortuna Düsseldorf  | 4    |
| 3    | Lucas Alario       | Bayer 04 Leverkusen | 3    |
|      | Robert Andrich     | 1. FC Union Berlin  | 3    |
|      | Makana Baku        | Holstein Kiel       | 3    |
|      | Serdar Dursun      | SV Darmstadt 98     | 3    |
|      | Silvère Ganvoula   | VfL Bochum          | 3    |
|      | Gillian Jurcher    | 1. FC Saarbrücken   | 3    |
|      | Filip Kostić       | Eintracht Frankfurt | 3    |
|      | Benito Raman       | FC Schalke 04       | 3    |
|      | Milot Rashica      | Werder Bremen       | 3    |
|      | Ante Rebić         | Eintracht Frankfurt | 3    |
|      | Marcel Sabitzer    | RB Leipzig          | 3    |